# ダイトウウグイス
ダイトウウグイス（学名：Cettia diphone restricta）は、スズメ目ウグイス科に分類される鳥類でウグイスの一亜種。別名ダイトウハシナガウグイス。

## 分布
南西諸島固有亜種。
1922年に南大東島で折居彪二郎により初めて捕獲されたが、その後1984年の北大東島での目撃を最後に記録がなく絶滅したと考えられており、2006年に発表された環境省の鳥類レッドリストでも絶滅と記載されている。
ところが2001年に沖縄本島でダイトウウグイスと区別出来ない個体群が確認され、その後鹿児島県奄美群島での目撃情報があり、国立科学博物館による調査が行われたところ、喜界島でオス10羽、メス5羽と巣7個が発見されたことが2008年5月21日に発表された。

## 特徴
亜種ウグイス (Cettia diphone cantans) に比べ上面（頭、背、腰、尾羽）と翼の赤褐色が強く、羽色は亜種ハシナガウグイス (C. d. diphone) に似るが、嘴が長く、翼が短いとされる。

## 生態
2008年の調査によると、巣の長径は約20cmで、1箇所あたり 4-5個のチョコレート色の卵が見つかっている。育雛はメスのみが行い、複数の巣が近い場所に集まって見つかっていることから、繁殖形態は一夫多妻の可能性があると考えられている。